# Ukraines flåde
Den ukrainske flåde (ukrainsk: Військово-Морські Сили України (ВМСУ), Vijs'kovo-Mors'ki Syly Ukrajiny, VMSU) er Ukraines flåde og et af de tre værn i Ukraines væbnede styrker. Det blev etableret i 1992.
Flåden består af fem afdelinger:
- Overfladestyrken
- Undervandsbådsstyrken
- Flådes flyvetjeneste
- Kystartilleriet
- Marinekorpset.

Flåden beskæftiger i alt 14.500 personer.
Flådens primære operationsområde er Sortehavet (inklusiv Azovhavet og Donau-floddeltaet). Operationer væk fra fra hjemlige egne er begrænset til internationale operationer såsom Operation Active Endeavour eller Operation Ocean Shield i Middelhavet og ud for Afrikas horn.
Flådens hovedkvarter var, indtil krisen på Krimhalvøen i 2014, placeret i Sevastopol på Krim.
Ukraines flåde blev ramt hårdt af krimkrisen da størstedelen af flådens enheder var placeret i de annekterede områder. De enheder der ikke nåede at slippe væk eller ikke var ude og sejle på tidspunktet blev konfiskeret af Rusland. Rusland begyndte senere at tilbagelevere skibene, men denne proces blev standset i forløbet og man angav grunden som værende de fortsatte angreb mod det russiske mindretal i Donbas. De skibe der nåede at blive returneret var flådens ældste skibe der var var mere eller mindre udskiftningsklare. Eksempelvis blev hverken Ternopil eller Lutsk (begge Grisha V-klassen) leveret tilbage, de var begge blandt de nyeste skibe i flåden.
Ukraine havde dog i forvejen besluttet at opgradere flåden inden krisen i 2014, man var blandt andet gået i gang med at bygge en ukrainskdesignet korvet, projekt 58250, såvel som at bestille et større antal patruljebåde i 2013 fra Willard Marine.

## Historie
Den moderne ukrainske flådes oprindelse er tæt forbundet med den sovjetiske sortehavsflåde og Krims nyere historie. Efter Sovjetunionens opløsning i 1991 blev administrationen af det fælles sovjetiske militær overført til SNG i en overgangsperiode mens man blev enige om fordelingen af unionens militære udstyr blandt medlemslandene.
Den 6. december 1991 vedtog Verkhovna Rada en række forsvarslove "omkring Ukraines forsvar" og "omkring Ukraines væbnede styrker" samt indførte en militær troskabsed. På den samme dag, i parlamentet, blev forsvarsminister, Kostjantyn Morozov, den første person der blev taget i ed. Den 10. december 1991 ratificerede Verkhovna Rada Minsk-aftalen. Den 12. december 1991 udstedte den ukrainske præsident Ukas #4, der beordrede alle militære enheder i Ukraine til at tage eden inden den 20. januar 1992. Størstedelen af Sortehavsflåden ignorerede denne ordre. Den 1. januar 1992 udgav Sortehavsflådens træningsenheds avis Vympyel militæreden og den ukrainske nationalsang på ukrainsk.
Den 3. januar 1992 startede man processen med at tildele de tidligere sovjetiske militærenheder til medlemsstaternes nationale militær. Den 8. januar 1992 appellerede Sortehavsflådens officerskorps til alle lederne i SNG til at anerkende Sortehavsflåden som en strategisk enhed og ikke en regional ukrainsk enhed. Den 12. januar 1992 var en brigade fra grænsetropperne i Balaklava (Sevastopol) den første militære enhed der blev taget i troskabsed til Ukraine. Den 14. januar 1992 appellerede guvernøren i Sevastopol til de parlamenterne i både Ukraine og Rusland om en hurtig afklaring på spørgsmålet om Sortehavsflådens tilhørsforhold. Den 16. januar 1992 blev der truffet en aftale mellem SNG-medlemslandene hvorved Sortehavsflåden blev anerkendt som en strategisk vigtig enhed og ikke en lokal ukrainsk enhed. Den 18. januar 1992 blev Sortehavsflådens dykkerskoles 3. kompagni den første enhed fra Sortehavsflåden der aflagde troskabseden til Ukraine såvel som marineafdelingen ved Sevastopols tekniske institut. Den næste dag aflagde 46 marinepiloter eden på det centrale torv (Ploshcha Lenina) i Mikolaiv.
Militært personel underlagt den sovjetiske sortehavsflåde var forsigtige med tage troskabseden til den nye stat. Den sovjetiske flådechef og vicechef udformerede et direktiv der lød nogenlunde sådan: "til officerer, kadetter og sergenter der pisker en stemning op i militære enheder der kan anspores til at tage den ukrainske troskabsed kan underlægges alvorlige sanktioner såsom afskedigelse eller forflyttelse". På trods af dette dekret, tog den 17. patruljeskibsbrigade på den 26. januar 1992 den ukrainske troskabsed. Umiddelbart før den sovjetiske hær- og flådedag den 22. februar valgte den 880. marineinfanteribataljon at tage troskabseden. Unionens flådehovedkvarter i Moskva udstedte efterfølgende en ordre om at opløse bataljonen. Efter denne episode blev nyt personale til Sortehavsflåden udelukkende rekrutteret i Rusland.
Fra begyndelsen var forholdet mellem de nye stater, Rusland og Ukraine, anstrengt. I januar 1992 rejste den øverste Sovjet i Rusland spørgsmål vedrørende den politiske status på Krim (Den Krimske ASSR) og den mulige forfatningsstridige beslutning i 1954 der overførte Krim oblast fra den Russiske SFSR til den Ukrainske SSR og beskyldte i samme ombæring Nikita Khrusjtjov for landsforræderi. Ukraine, på den anden side, udsendte en række påmindelser om de om de internationale traktater og aftaler der var indgået mellem de to lande såsom traktaten af 19. november 1990 mellem den russiske SFSR og den ukrainske SSR, hvor begge parter anerkendte hinandens territoriale integritet samt Minsk-aftalen (en aftale om oprettelsen af SNG) den 8. december 1991 samt Alma-Ata erklæringen fra den 21. december 1991.
Den 5. april 1992 udstedte den ukrainske præsident Ukas #209 "hastende foranstaltninger vedrørende etableringen af Ukraines militær", som anklagede Rusland og Sortehavskommandoen for at blande sig i ukrainske indenrigspolitiske forhold. Den 6. april 1992 nægtede den 6. folkekongres i den russiske SFSR at anerkende Minsk-aftalen (som ellers tidligere var blevet ratificeret af den Øverste Sovjet i Rusland den 12. december 1991). Den 6. april antog Ukraines præsident Boris Kozyn som chef for den ukrainske flåde. Den næste dag udstedte den russiske præsident en ukas der "flyttede Sortehavsflåden ind under russisk myndighed". Den 9. april 1992 blev begge ukas'er suspenderet indtil de russisk-ukrainske forhandlinger var færdige.

### Fordelingen af Sortehavsflåden
I september 1991 blev der åbnet en afdeling af foreningen for ukrainske officerer i Sevastopol på initiativ af Major Volodymyr Cholodjuk og kaptajnløjtnanterne Igor Tenjuch og Mykola Huk. Foreningen blev opstarts- og omdrejningspunktet for den videre organisering af de ukrainske flådestyrker. Den 7. april 1992 klokken 17.00 aflagde 37 officerer i hovedkvarteret på flådestationen på Krim troskabsløftet til Ukraine. Kontreadmiral Boris Kozyn, som var øverstbefalende på garnisonen på tidspunktet, var ikke til stede. Han befandt sig i den øverste sovjets første vicesekretærs kontor, hvor han tog imod et tilbud om at blive den første chef for den ukrainske flåde. Den 8. april 1992 underskrev den ukrainske forsvarsminister et dekret "vedrørende oprettelsen af en ukrainsk flåde". Den 13. april 1992 blev der oprettet et udvalg der skulle forestå oprettelsen af flåden - dette udvalg var en torn i øjet på Sortehavsflåden.
Den moderne ukrainske flådehistorie begyndte den 1. august 1992, hvor den formelt blev etableret efter ordre fra Ukraines præsident Leonid Kravchuk. Dette blev efterfulgt af en langvarig og kontroversiel opdelingsproces af den sovjetiske sortehavsflåde mellem det nyligt selvstændige Ukraine og den Russiske Føderation.
I denne opdelingsproces var der flere bemærkelsesværdige episoder, bandt andet historien om SKR-112 – der var det første moderne krigsskib i den selvstændige Ukraines flåde. Den 20. juli 1992 erklærede besætningen på SKR-112 troskab til Ukraine og hejste efterfølgende det ukrainske flag. I Sortehavsflådens hovedkvarter i Moskva betragtede man dette som mytteri og forsøgte at handle ud fra de retningslinjer, der var udstukket ved mytteri. Skibet forlod flådestationen på Krimhalvøen og satte kurs mod Odessa. Flere skibe der stadig var loyale mod Sortehavsflåden forsøgte at vædre og standse skibet. Kort efter fulgte flere andre skibe, støtteskibe og kystenheder fra Sortehavsflåden trop, men med mindre dramatik.
Først i 1997 blev den sovjetiske sortehavsflådes skibe og udstyr endeligt officielt fordelt mellem de to lande. Den russiske flådestyrke beholdt sit historiske navn, Sortehavsflåden. Man forhandlede en leasingaftale på plads mellem de to lande, hvorved Rusland fik brugsretten til en lang række faciliteter på Krimhalvøen på en tiårig aftale frem til tidligst 2017 med mulighed for at forlænge perioden med yderligere ti år. Den nyetablerede ukrainske flåde modtog en mængde skibe (størstedelen forældede eller ufunktionsdygtige) samt en del infrastruktur i land. Den russiske flåde, på den anden side, mistede adskillige vigtige faciliteter, blandt andet en vigtig flysimulator i Saky og specialoperationsstyrkebasen i Otjakiv. Fordelingsprocessen af flåden var dog svær for begge parter, da der ikke var sat retningslinjer op for sameksistens mellem flåderne hvorved der opstod en del konflikter mellem de to styrker.
Siden 1997 er størstedelen af de ukrainske flådeenheder blevet skrottet, og de de fleste af de resterende enheder er i forfald. I 2009 var det kun fregatten U130 Het'man Sagajdacnyj der var i stand til at sejle på længerevarende missioner.
Størstedelen af de ukrainske enheder, såvel som det meste af det ukrainske militærudstyr, består for det meste af aldrende sovjetisk udstyr. Der er ikke udsigt til en større modernisering af udstyret, bortset fra bygningen af en ny korvet.

## Skibe i flåden
Flådens vigtigste enheder:
- Undervandsbåde
  - Foxtrot-klassen: U01 Zaporizzja
- Fregatter
  - Krivak-klassen: U130 Het'man Sahajdatjnyj
- Korvetter
  - Grisha II-klassen: U206 Vinnitsja
  - Grisha V-klassen: U205 Luc'k og U209 Ternopil
- Landgangsfartøjer
  - Polnocny-klassen: U401 Jurij Olefirenko
  - Ropucha I-klassen: U402 Kontjantyn Ol'sjans'kyj
- Patruljefartøjer
  - Matka-klassen: U153 Pryluky
  - Zhuk-klassen: U170 Skadovs'k
  - Island-klassen: P190 Sloviansk og P191 Starobilsk
- Minestrygere
  - Natya-klassen: U310 Tjernihiv og U311 Tjerkasy
  - Sonya-klassen: U330 Melitopol' og U331 Mariupol'

En stor del af disse enheder er stadig interneret af Rusland.

### Nyanskaffelser
- Volodymyr Velykyj-klassen (Korvet)

Den 19. december 2008 offentliggjorde den amerikanske ambassadør i Ukraine at forsvarsministrene fra Ukraine og USA diskuterede muligheden for at købe 1-3 OHP-fregatter fra United States Navy.
I december 2009 færdiggjorde en ukrainsk tegnestue planerne for en ny korvetklasse der skulle bygges i Ukraine. I Samme måned indgik det ukrainske forsvarsministerium og Chernomorsky-værftet i Mikolaiv en kontrakt for bygningen af et antal korvetter.
Skibstypen er designet til at operere i Sorte- og Middelhavet og kan forblive i søen i op til 30 dage. Korvettens deplacement bliver omkring 2500 ton og man forventer at købe udstyr fra DCNS, MBDA og EuroTorp. Det første skib i klassen forventes at hejse kommando i 2016 og planen er at bygge i alt 4 korvetter inden 2021. I alt forventes det at programmet vil koste omkring 16,22 milliarder ukrainske hryvnia.